# Pelexia tovarensis
Pelexia tovarensis là một loài thực vật có hoa trong họ Lan. Loài này được (Garay & Dunst.) Garay & Dunst. mô tả khoa học đầu tiên năm 1979.